# Maximilian von Herff

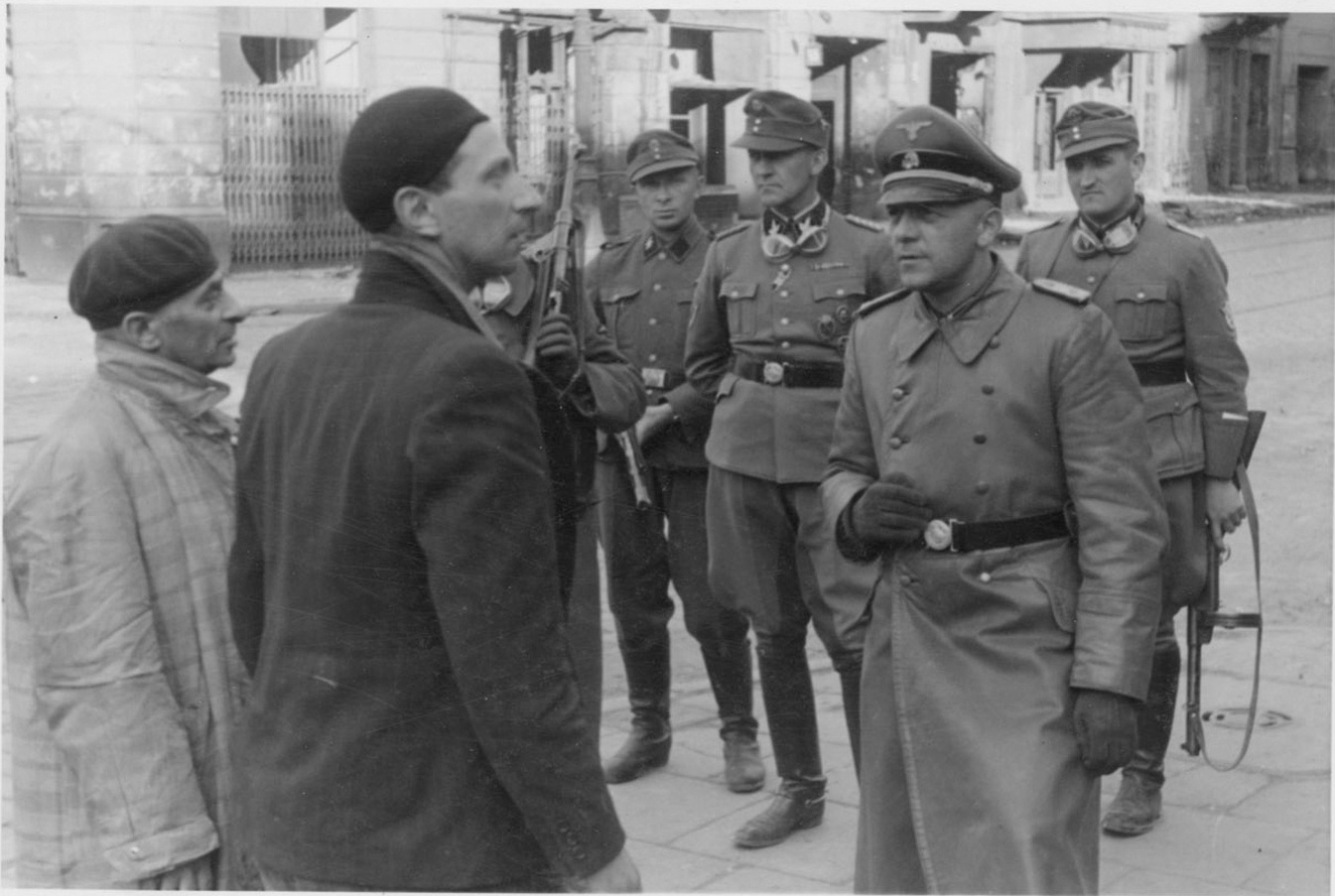
Maximilian von Herff (vorne rechts) inspiziert die Niederschlagung des Aufstandes im Warschauer Ghetto durch Jürgen Stroop (1943). In der Mitte Jürgen Stroop, hinten rechts Karl Kaleske

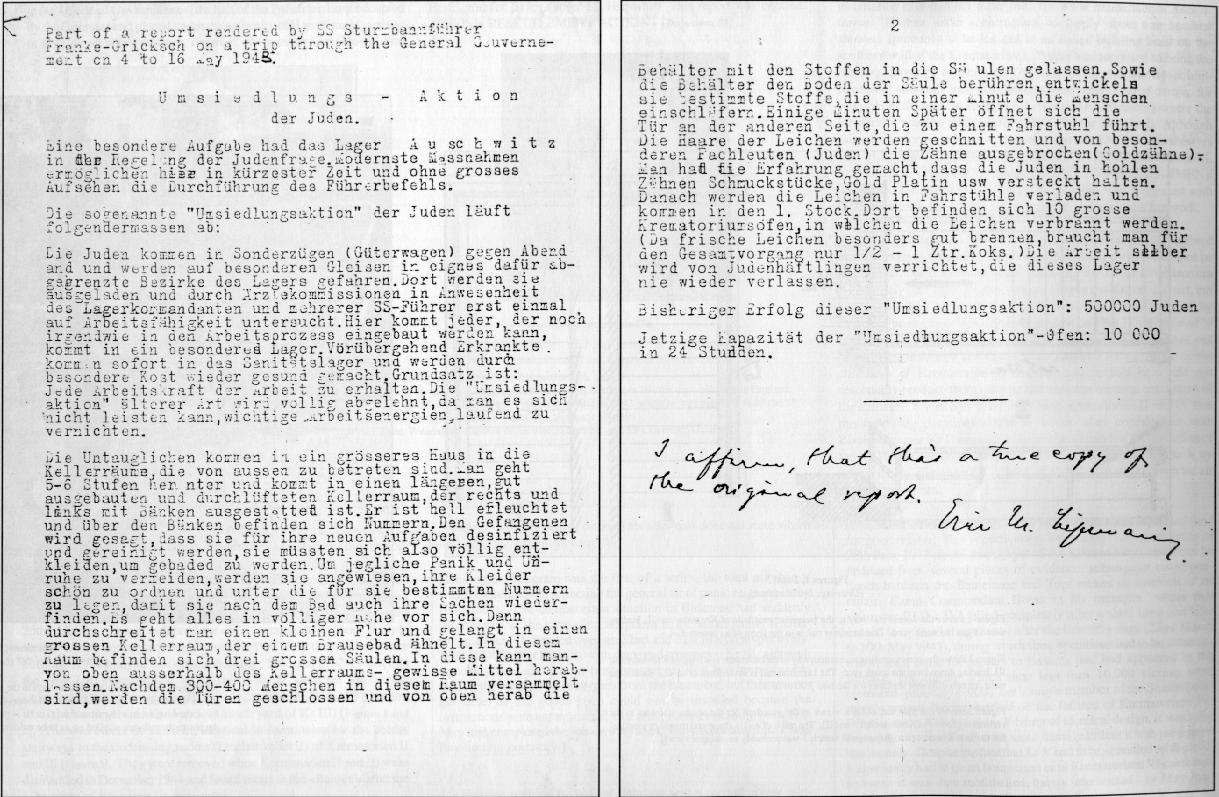
Auszug aus einer Abschrift über Herffs Inspektionsreise im Generalgouvernement 1943: Darstellung der „Umsiedlungsaktion“ in das KZ Auschwitz.

Maximilian Karl Otto von Herff (* 17. April 1893 in Hannover; † 6. September 1945 in der Conishead Priory bei Ulverston, Cumbria, Großbritannien) war ein deutscher SS-Obergruppenführer und General der Waffen-SS im Zweiten Weltkrieg, der unter anderem ab 1942 Chef des SS-Personalhauptamtes war.

## Leben

### Zeit bis Ende des Ersten Weltkrieges
Maximilian war ein Sohn des praktischen Arztes und späteren preußischen Sanitätsrates Ferdinand von Herff (* 1864) und dessen Ehefrau Olga, geborene Sasse (* 1869). Er war der Vetter des SS-Brigadeführers und Generalmajors der Polizei Eberhard Herf. Nach dem dreijährigen Besuch der Volksschule ging Herff auf das Gymnasium und schloss dieses mit dem Abitur ab.
Am 4. August 1914 trat Herff in die Preußische Armee ein und diente im Leibgarde-Infanterie-Regiment (1. Großherzoglich Hessisches) Nr. 115 (Darmstadt). Im weiteren Verlauf des Ersten Weltkrieges kam Herff zum 5. Niederschlesischen Infanterie-Regiment Nr. 154. Er wurde am 11. Februar 1915 zum Leutnant und am 18. Oktober 1918 zum Oberleutnant befördert und verblieb in der Einheit bis zum 9. November 1918.
Herff erhielt sieben verschiedene militärische Auszeichnungen für seinen Dienst im Ersten Weltkrieg.

### Zwischen den Weltkriegen
Zwischen dem 1. März und dem 1. Oktober 1919 gehörte Herff dem hannoverschen Freikorps Zeitfreiwilligen-Regiment Hannover an. Während dieser Freikorpszeit wurde er am 9. November als Oberleutnant in die Reichswehr übernommen. Herff heiratete am 4. August 1920 Hedwig von Grolman, Tochter des hessischen Finanzrats Christian von Grolman und der der Landesgerichtspräsidententochter Annemarie Schmidthals. 1926 wurde er zum 18. Reiter-Regiment nach Stuttgart, dann am 1. Februar 1928 in das 15. Infanterie-Regiment nach Kassel versetzt. Am 1. Februar 1928 folgte seine Beförderung zum Hauptmann sowie am 1. Oktober 1934 zum Major.
Am 16. März 1935 wurde Herff als Stabsoffizier im Stab des VIII. Armeekorps in Breslau eingesetzt, am 1. August 1937 zum Oberstleutnant befördert und am 3. Januar 1939 als Adjutant in den Stab des XVII. Armeekorps in Wien überstellt.

### Zweiter Weltkrieg
Seit dem 11. November 1940 war Herff Kommandeur des Schützen-Regimentes 115 (15. Panzer-Division). In der Zeit zwischen April und Mai 1941 war er Kommandant der Kampfgruppe Herff im Deutschen Afrikakorps und im Raum Bardia-Capuzzo-Sollum zum Schutz der Tobruk-Front eingesetzt.
Im November 1941 wurde Herff, nun im Rang eines Obersten der Wehrmacht, von seinem ehemaligen Regimentskameraden Karl Wolff dem Reichsführer SS Heinrich Himmler vorgestellt. Bei dieser Unterredung schlug Wolff Himmler vor, Herff als Oberst in die Waffen-SS zu übernehmen und ihn ab dem 20. April 1942 als Chef des SS-Personalhauptamtes einzusetzen. Zuvor habe Herff das Verwaltungswesen der SS-Hauptämter zu durchlaufen und solle dann Walter Schmitt als SS-Personalchef ablösen. Bereits eine Woche später, am 23. November 1941, wurde Herff beim RSHA eingewiesen. Dort blieb er bis zum 25. Dezember. Am 1. Dezember 1941 schied er als Oberst aus dem aktiven Dienst der Wehrmacht aus und wurde auf die Empfehlung Karl Wolffs, der hier als Leumund-Zeuge Herffs auftrat, mit Wirkung vom 1. Oktober 1939 in die SS (SS-Nummer 405.894) aufgenommen und der Waffen-SS überstellt. Himmler beförderte ihn am 9. Dezember 1941 zum SS-Oberführer der Waffen-SS (mit RDA vom 1. Oktober 1939).
Herff durchlief nun, wie mit Himmler besprochen, einige SS-Hauptämter:
- 1. bis 18. Januar 1942: Einweisung beim SS-Führungshauptamt
- 19. bis 31. Januar 1942: Einweisung beim Hauptamt Ordnungspolizei
- Februar 1942: Einweisung beim SS-Wirtschafts- und Verwaltungshauptamt, beim Rasse- und Siedlungshauptamt und beim Hauptamt Persönlicher Stab RFSS.
- 1. bis 15. März 1942: Einweisung beim SS-Gericht, bei der Volksdeutschen Mittelstelle (Vomi), beim Stabsführer des Reichskommissars für die Festigung deutschen Volkstums (RKF) und bei der Dienststelle Obergruppenführer Heißmeyer.

Am 21. März 1942 beantragte Herff die Aufnahme in die NSDAP, was er vorher als Soldat der Wehrmacht nicht durfte. Er wurde zum 1. April 1942 in die Ortsgruppe Berlin-Zehlendorf aufgenommen (Mitgliedsnummer 8.858.661). In der Folgezeit entwickelte sich der ehemals als deutschnational bekennende Herff zu einem fanatischen Nationalsozialisten.
Nach einer Einarbeitung seit dem 1. April im SS-Personalhauptamt wurde Herff, seit 20. April 1942 SS-Brigadeführer und Generalmajor der Waffen-SS, am 30. Juli 1942 „für die Dauer der Erkrankung des Chefs des SS-Personalhauptamtes, SS-Obergruppenführer Walter Schmitt, […] mit seiner Vertretung und mit der Führung der Geschäfte“ beauftragt; am 12. August 1942 wurde er offiziell als geschäftsführender Vertreter des SS-Personalhauptamtes eingesetzt und am 1. Oktober 1942 endgültig als Nachfolger Schmitts Amtschef des Personalhauptamtes.
Bereits im November versuchte Herff, das gesamte „SS-Führerkorps“ in seinem Hauptamt zusammenzufassen, was allerdings nicht auf die Gegenliebe der anderen Hauptämter stieß. So beschwerte sich der Chef des SS-Führungshauptamts, Hans Jüttner, am 9. Dezember schriftlich über die eigenmächtigen und massiven Eingriffe Herffs bei Himmler. Dieser Beschwerdebrief Jüttners, in dem dieser auch mit einem Rücktritt von seinem Dienstposten drohte, hatte einen Erlass Himmlers zur Folge, in dem der Aufgabenbereich von Herffs Dienststelle klar umrissen wurde: „1. Das Personalhauptamt ist im Rahmen seiner Aufgaben für die Gesamt-SS allein zuständig für a.) alle Beförderungen und Ernennungen zu Führerdienstgraden, b.) alle Versetzungen (Versetzungskommandos) von SS-Führern, c.) Bestätigung aller Stellenbesetzungen von Führerplanstellen, […] 3. Alle Anträge zu Beförderungen zu Führerdienstgraden, zu Ernennungen, Versetzungen sowie alle Stellenbesetzungswünsche sind über die zuständigen Hauptämter an das SS-Personalhauptamt zu richten.“
Herff wurde am 30. Januar 1943 SS-Gruppenführer und Generalleutnant der Waffen-SS, am 20. April 1944 SS-Obergruppenführer und General der Waffen-SS. Am 4. März 1943 trat er aus der evangelischen Kirche aus und bezeichnete sich als „gottgläubig“.
In der Zeit zwischen dem 4. und 16. Mai 1943 inspizierte Herff die SS-Einrichtungen im besetzten Polen, sein Adjutant Obersturmbannführer Alfred Franke-Gricksch verfasste den Bericht. Im Generalgouvernement besichtigte er am 12. Mai verschiedene SS-Betriebe im KZ Majdanek, das Zwangsarbeitslager Trawniki und die SS-Garnison in Lublin. Am 15. Mai nahm Herff an der Niederschlagung des Aufstands im Warschauer Ghetto durch den SS-Brigadeführer und Generalmajor der Polizei Jürgen Stroop als Beobachter teil; Stroop brachte sein Foto in den „Stroop-Bericht“.
Anfang Mai 1945 geriet Herff nach der Flucht über die Rattenlinie Nord bei Flensburg in britische Kriegsgefangenschaft und kam in das nordenglische Kriegsgefangenenlager Grizedale Hall. Er erlag im nahegelegenen Militärhospital Conishead Priory am 6. September 1945 einem Schlaganfall und wurde auf dem Deutschen Soldatenfriedhof Cannock Chase in Staffordshire beigesetzt.
Herff war mindestens seit 1939 Vorsitzender des Familienverbandes und trat um 1940 wieder aus dem Johanniterorden aus. Seine Ehefrau Hedwig starb 1982 in Biebertal-Krumbach und war die Cousine des Wilhelm von Grolman.